# The Thundering Sword

The Thundering Sword (l'Épée foudroyante) est un film hongkongais réalisé par Hsu Cheng-hung, sorti en 1967 au cinéma.
L'intrigue sera reprise pour le film The Web of Death (La Toile de la Mort).

## Synopsis
Jiau-jiau, une épéiste orgueilleuse et impulsive, fait la connaissance d'un confrère, mais son caractère et divers imprévus vont perturber la naissance de leur idylle potentielle.

## Fiche technique
- Titre : The Thundering Sword
- Réalisation : Hsu Cheng-hung
- Scénario : Shen Chiang
- Société de production : Shaw Brothers
- Pays d'origine : Hong Kong
- Format : Couleurs - 2,35:1 - Mono - 35 mm
- Genre : drame, romance, wuxia
- Durée :
- Date de sortie : 1967

## Distribution
- Cheng Pei-pei : So Jiau-jiau
- Chang Yi : Yu Chien-wan
- Shu Pei-pei : Gin Hsia
- Lo Lieh : Chiang Kwun Yuan
- Wu Ma : chef Wang
- Chen Hung-lieh : fils de maître So
- Tien Feng : chef du clan du mont Yuan
- Ku Feng : un homme d'armes
- Ching Li : Hau Er
- Liu Chia-liang : un membre de la compagnie Yue